# Sandacz pospolity

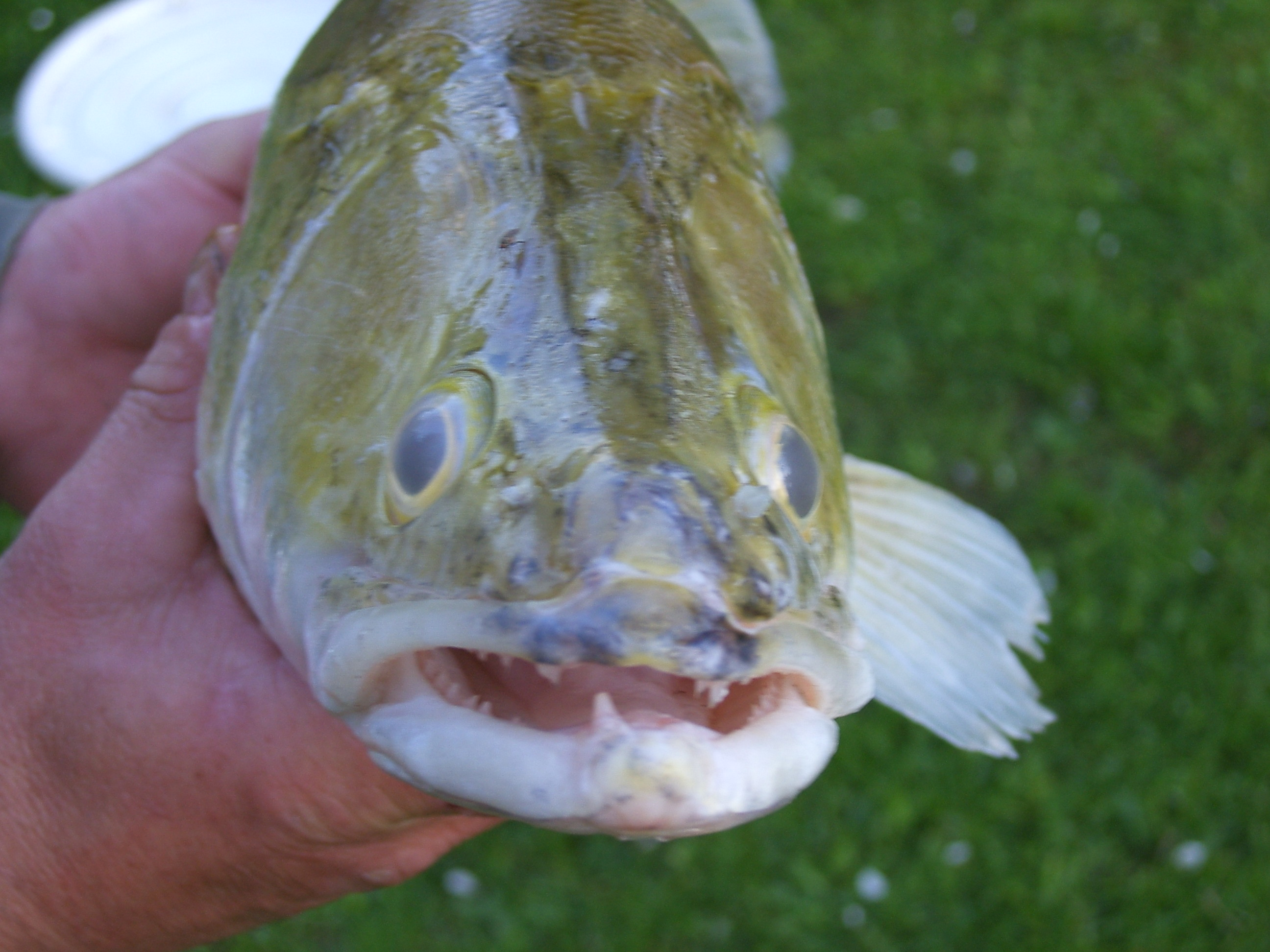
Głowa sandacza

Sandacz pospolity, sandacz (Sander lucioperca) – gatunek ryby okoniokształtnej z rodziny okoniowatych (Percidae).

## Zasięg występowania
Europa od dorzecza Renu i Rodanu po Morze Kaspijskie oraz południowa Anglia. Brak go w północnej Skandynawii, północnej Rosji oraz na półwyspach Apenińskim i Bałkańskim.
Występuje w jeziorach, zbiornikach zaporowych, średnich i dużych nizinnych rzekach, wyrobiskach oraz w płytkich wodach przybrzeżnych Bałtyku. Preferuje głębokie, mętne wody o twardym, piaszczystym, żwirowatym bądź gliniastym dnie. Jest wrażliwy na niedobór tlenu.

## Charakterystyka
Ciało wydłużone, lekko spłaszczone, wzdłuż linii bocznej 55–77 łusek. Głowa stosunkowo mała, otwór gębowy przedni, sięgający za tylną krawędź oka, paszcza silnie uzębiona, kilka zębów w przedniej części szczęki znacznie większych od pozostałych. Oczy duże, opalizujące, świecące w ciemnościach. Płetwy grzbietowe dość daleko oddalone od siebie.
Grzbiet szarozielony lub szarobrązowy, boki jasne srebrzystozielone z 8–12 ciemnymi smugami często rozmazującymi się w plamy, brzuch biały. Płetwy grzbietowe i ogonowa pokryte ciemnymi plamkami, rozmieszczonymi regularnie między promieniami. Płetwy piersiowe jasnożółte, pozostałe płetwy bladożółte.
Dorasta do 100–130 cm długości i 10–15 kg masy ciała.

## Tryb życia
Aktywny wieczorem, szczególnie po zachodzie słońca, w nocy oraz nad ranem. Dobrze widzi w ciemności. Wylęg żywi się planktonem, przy długości 3–4 cm zaczyna polować na narybek innych ryb, przy długości 5–10 cm staje się typowym drapieżnikiem. Żywi się główne niewielkimi rybami (ukleje, kiełbie, stynki itp.), wielkość zjadanych ryb ogranicza dość wąskie gardło. Oprócz ryb zjada czasem larwy owadów (ważki, chruściki itp.), dżdżownice, żaby itp. Często długo goni zdobycz, płynąc charakterystycznym, zygzakowatym torem, atakując ją z bliska, osiągając przy tym prędkość do 30 km/h.

## Rozród
Trze się w kwietniu i maju przy temperaturze około 12 °C. Tarło odbywa się zazwyczaj w płytkiej wodzie o głębokości około 1 m, jednak w niektórych jeziorach ikra może być składana nawet na głębokości kilkunastu metrów. Samiec buduje prymitywne gniazdo wśród korzeni roślin lub zatopionych gałęzi, samica składa do niego średnio 200 000–300 000 ziaren ikry o średnicy 0,8–1,5 mm. Ikra ma barwę jasnożółtą i jest kleista. Samiec strzeże gniazda, chroniąc ikrę oraz świeżo wykluty wylęg przed zamuleniem oraz zapewnia stały dopływ czystej, natlenionej wody. Okres inkubacji przy temp 10 °C wynosi 12 dni, przy temp. 20 °C skraca się do 3 dni. Świeżo wyklute larwy sandacza wykazują dużą wrażliwość na zbyt silne oświetlenie, które może spowodować nawet ich śmierć. W wieku 4 lat sandacz osiąga średnio 50–60 cm długości i 1,5–2 kg masy ciała.

## Znaczenie gospodarcze
Ma duże znaczenie gospodarcze, jest często hodowany w stawach rybnych. Chętnie łowiony przez wędkarzy na spinning oraz żywą i martwą rybę.

## Ochrona
- Okres ochronny: od 1 stycznia do 31 maja.
- Wymiar ochronny: 50 cm.
- Limit dobowy: brak limitu dobowego.
- Rekord Polski: 15,6 kg (Wiadomości Wędkarskie[5]), 108 cm – 2004 r. (Wędkarski Świat).

Uprawniony do rybactwa ma prawo na swoich wodach rozszerzyć okres ochronny, zwiększyć wymiar ochronny, a także nałożyć limity połowu.